# Слобозія-Варанкеу
Слобозія-Варанкеу (рум. Slobozia-Vărăncău) — село в Молдові у Сороцькому районі. Розташоване на правому березі річки Дністер. Входить до складу комуни Варанкеу.
| Молдова | Це незавершена стаття з географії Молдови. Ви можете допомогти проєкту, виправивши або дописавши її. |